# Васютино (Белозерский район)
Васютино — деревня в Белозерском районе Вологодской области.
Входит в состав Шольского сельского поселения (с 1 января 2006 года по 9 апреля 2009 года входила в Городищенское сельское поселение), с точки зрения административно-территориального деления — в Городищенский сельсовет.
Расположена на левом берегу реки Мегры. Расстояние до районного центра Белозерска по автодороге — 102 км, до центра муниципального образования села Зубово по прямой — 14 км. Ближайшие населённые пункты — Иваньково, Лаврушино, Поповка, Пушкино, Старое Село, Устье.
По переписи 2002 года население — 3 человека.